# Andreas Eschenbrender
Andreas Eschenbrender (* 1649 in Unkel; † 1717 in Köln) war Priester und Offizial in Köln. Er war der Großonkel des Missionars und Naturforschers Ignaz Pfefferkorn.

## Familie
Andreas Eschenbrender entstammte einer Patrizierfamilie, die im sogenannten Eschenbrender Hof (heute Rheinhotel Schulz) in Unkel wohnte. Die Mitglieder der Familie verwalteten den Besitz des Stifts St. Maria ad Gradus in Köln.

## Leben
Der promovierte Jurist wurde auf Vorschlag des Kurkölnischen Premierministers Johann Friedrich Karg von Bebenburg am 10. Mai 1690 zum Kölner Offizial ernannt. Der machthungrige und eigenwillige Mann zeigte sich jedoch schon bald als unversöhnlicher Gegner Kargs, der nun seine Abberufung betrieb und 1696 auch erreichte. Zugleich Domherr in Köln, wurde er nun ein Gegner des Erzbischofs. Zwischenzeitlich wurde Eschenbrender in den Adelsstand erhoben und nannte sich nun Andreas von Eschenbrender.

## Werk
- Gründliche und warhaffte Vorstellung / Deren Von Zeit angefangenen Gegenwärtigen Kriegs / Denen Ertz-Stifftisch- und Churfürstl. Cöllnischen Landen / So wohl in Prophan- als Religions Sachen zugefügten harten Beschwerden. 1705 (Digitalisierte Ausgabe der Universitäts- und Landesbibliothek Düsseldorf)